# Pollachi
Pollachi es una ciudad y municipio situada en el distrito de Coimbatore en el estado de Tamil Nadu (India). Su población es de 90180 habitantes (2011), y el área metropolitana cuenta con 135 133 habitantes. Se encuentra a 45 km de Coimbatore.

## Demografía
Según el censo de 2011 la población de Pollachi era de 90 180 habitantes, de los cuales 44813 eran hombres y 45 367 eran mujeres. Pollachi tiene una tasa media de alfabetización del 89,85 %, superior a la media estatal del 80,09 %: la alfabetización masculina es del 93,89 %, y la alfabetización femenina del 85,88 %.